# 마리 알카티리

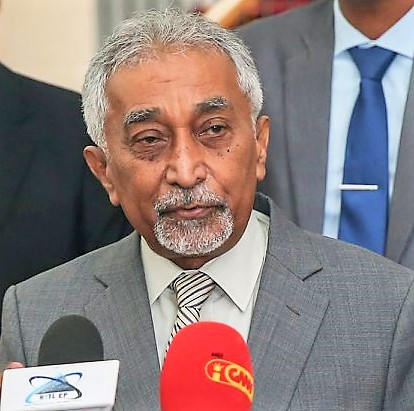
마리 알카티리(2020년)

마리 알카티리(포르투갈어: Mari Bim Amude Alkathiri, 1949년 11월 26일~ )는 동티모르의 정치인이다. 동티모르의 초대 총리로서 2002년 5월 20일부터 2006년 6월 26일까지, 2017년 9월 15일부터 2018년 6월 22일까지 재임했다.
모잠비크에 있는 에두아르도 몬들라네 대학교(Eduardo Mondlane University) 출신이며, 현재 동티모르 독립혁명전선(FRETILIN)의 사무총장직을 맡고 있다.

## 참고 자료
- 동티모르 알카티리총리 사임
- 동티모르 대통령 "독립 이후 최악 상황 넘겼다"